# Cis congestus
Cis congestus är en skalbaggsart som beskrevs av Thomas Casey 1898. Cis congestus ingår i släktet Cis och familjen trädsvampborrare. Inga underarter finns listade i Catalogue of Life.